# Paul Frédéric Rollet
Pour les articles homonymes, voir Rollet.
Paul Frédéric Rollet, né le 20 décembre 1875 à Auxerre et mort le 16 avril 1941 à Paris, est un général français, grand officier de la Légion d'honneur, connu pour avoir été le premier inspecteur de la Légion étrangère.
Figure légendaire de la Légion étrangère, surnommé le « Père de la Légion », il s'illustre au cours de trois grandes périodes au cours de sa carrière militaire. Tout d'abord comme capitaine commandant la compagnie montée du 2e régiment étranger (2e REI) entre 1909 et 1914, puis, au cours de la Première Guerre mondiale, comme colonel à la tête du régiment de marche de la Légion étrangère (RMLE) qu'il commande à partir de 1917 et finalement, comme organisateur  des célébrations du centenaire de la Légion en 1931, qui culminent avec l’inauguration du monument aux morts sur la place d’armes du quartier Viénot à Sidi-bel-Abbès.

## Biographie

### Famille
Né à Auxerre, dans l’Yonne, où son père sert comme officier au 46e régiment d'infanterie de ligne, il est le fils de Louis Paul Frédéric Rollet (1846-1905), polytechnicien, futur général, et d'Élisa Dezoteux. Il descend du doyen Claude-Étienne Delvincourt et est un cousin germain du doyen Étienne Patte. 
Il se marie le 26 avril 1925 à Sidi-Bel-Abbès (Algérie) avec Alice Hébert.

### Formation
Il est admis à l’école spéciale militaire de Saint-Cyr en 1894. Après de brillantes études, il est affecté au 91e régiment d'infanterie à Mézières. 

### La Légion en Algérie et à Madagascar
Il rejoint le 1er régiment étranger à Sidi-Bel-Abbès en Algérie de 1899 à 1902. De 1902 à 1905, il est à Madagascar, avant de revenir en Algérie de 1905 à 1909. Promu capitaine en mars 1909, il commande la 3e compagnie montée du 1er bataillon de marche du 2e REI de 1909 à 1914. 
Il est fait chevalier de la Légion d'honneur le 12 juillet 1910.

### Première Guerre mondiale

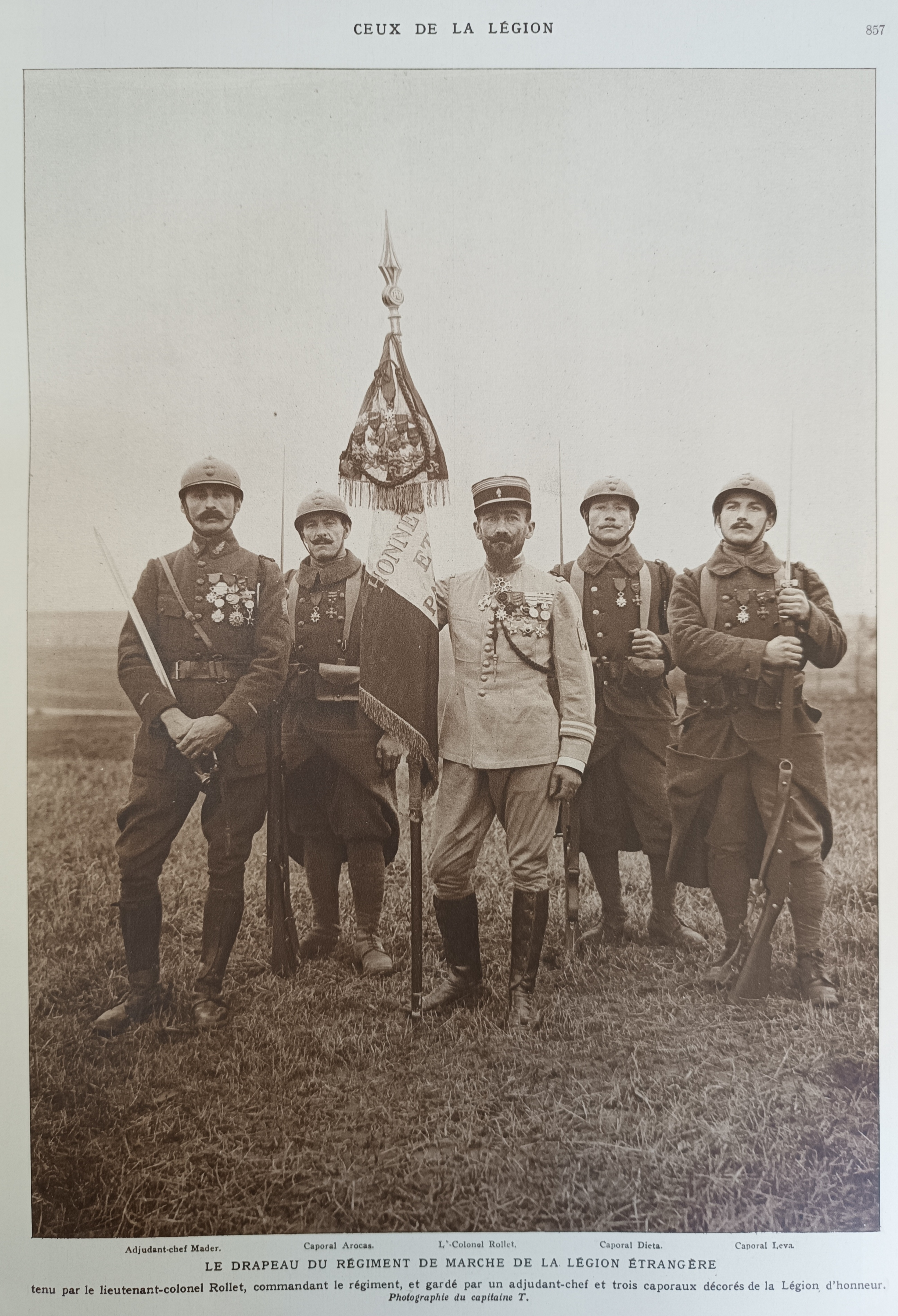
Drapeau du RMLE en 1917 tenu par le lieutenant-colonel Rollet. À gauche l'adjudant-chef Max Mader, « héros légendaire » du RMLE.

La Première Guerre mondiale éclate alors qu'il est en congé en France. Comme il veut absolument être au front, il se fait affecter au 31e régiment d'infanterie, puis au 331e régiment d'infanterie. Blessé deux fois, il est promu temporairement chef de bataillon, grâce à l'appui du général Gouraud. Après plusieurs victoires, il devient chef de bataillon à titre définitif. Il est promu officier de la Légion d'honneur le 3 mai 1916.
Le 18 mai 1917, il retrouve la Légion étrangère et prend le commandement du régiment de marche (RMLE) comme lieutenant-colonel.
Sous son commandement, le régiment se couvrira de gloire lors des combats de Hangard-en-Santerre, de la Montagne de Paris, puis en perçant la ligne Hindenburg, combat qui deviendra la fête du 3e REI, régiment héritier des traditions du RMLE. Le drapeau du régiment est alors décoré de quatre nouvelles citations (il en avait déjà cinq) ainsi que de la fourragère double, aux couleurs de la Légion d'honneur et de la Croix de guerre.

### Pacification du Maroc
À la fin de la guerre 1914-1918, il participe à la pacification du Maroc avec son régiment devenu le 3e REI. Il est promu commandeur de la Légion d'honneur le 30 décembre 1920.

### Après-guerre
Promu colonel en septembre 1925, il prend le commandement du 1er régiment étranger à Sidi-Bel-Abbès. Il y restera jusqu’à l'organisation des fêtes du « centenaire » de la création de la Légion étrangère, en 1831, mais célébrées le jour anniversaire du combat de Camerone le 30 avril.
Le 1er avril 1931, il prend le commandement de l'Inspection de la Légion étrangère, poste créé tout spécialement à son intention.
L’Académie française lui décerne le prix Thérouanne en 1934 pour son Livre d’or de la Légion étrangère.
Après plusieurs années de combat, et de victoires, il est élevé à la dignité de grand officier de la Légion d'honneur le 28 juin 1935 et prend sa retraite le 20 décembre. Il aura effectué 41 années de service militaire, dont 33 ans à la Légion.
Il a consacré les dernières années de sa carrière à l’organisation de la Légion étrangère moderne et à la réalisation d’une œuvre sociale considérable au profit des légionnaires d’active, comme des anciens. Il poursuivra son action sociale après avoir quitté le service actif.
Paul Rollet meurt le 16 avril 1941 à Paris et est inhumé à Puyloubier (Bouches-du-Rhône).
Le général Rollet est une figure légendaire de la Légion étrangère, grâce à ses qualités de chef, mais aussi de soldat, d'homme de caractère et de cœur. Il est encore surnommé « Père de la Légion ». Ce titre reflète son implication dans l'organisation des unités, ainsi que l'amour qu'il donnait à ses hommes et à sa fonction.
Son portait est traditionnellement affiché dans tous les bureaux de la Légion Étrangère au-dessus de celui du COMLE et du chef de corps.

## Décorations[2]
| Grand officier de la Légion d'honneur             | Croix de guerre 1914-1918                       | Croix de guerre des théâtres d'opérations extérieurs | Croix du combattant                          |
| Chevalier de l'Ordre du mérite agricole           | Médaille coloniale                              | Médaille commémorative de la grande guerre           | Médaille interalliée                         |
| Médaille commémorative de la bataille de la Somme | Médaille commémorative de la bataille de Verdun | Médaille commémorative du Maroc                      | Grand officier de l'ordre du Nichan Iftikhar |
| Ordre du prince Danilo Ier                        |                                                 |                                                      |                                              |

### Décorations françaises
- Grand officier de la Légion d'honneur (28 juin 1935)
  - Commandeur (30 décembre 1920)
  - Officier (3 mai 1916)
  - Chevalier (12 juillet 1910)
- Croix de guerre 1914-1918 avec 7 palmes et une étoile de vermeil
- Croix de guerre des Théâtres d'opérations extérieurs avec 2 palmes
- Médaille commémorative du Maroc avec agrafes : OUDJA-MAROC-HAUT-GUIR
- Médaille coloniale avec agrafes SAHARA-MAROC-ALGÉRIE-MADAGASCAR
- Croix du combattant
- Médaille interalliée 1914-1918
- Médaille commémorative de la guerre 1914-1918
- Chevalier de l'ordre du Mérite agricole (1911)
- Médaille de la Ville de Verdun (médaille non officielle)

### Décorations étrangères
- Grand-croix de l'Ordre royal du Cambodge 14 novembre 1936
- Commandeur de l’Ordre de la Couronne de chêne (Luxembourg – 1931)
- Commandeur de l'Ordre de la Couronne de Roumanie (1917)
- Commandeur de la Croix rouge espagnole 1925
- Commandeur de l'Ordre du prince Danilo Ier (Monténégro – 1917)
- Commandeur de l'Ordre du Mérite civil d’Espagne 1930
- Grand officier de l'Ordre du Ouissam alaouite (1931)
- Grand officier du Nichan Iftikhar (1931)
- Grand officier de l'ordre de Saint-Charles (Principauté de Monaco 1931)
- Grand officier de l'Ordre du Mérite militaire d'Espagne (1920)
- Officier de l'Ordre chérifien du Ouissan hafidien (1911)
- Ordre du Muniséraphon, ordre académique du Royaume du Cambodge (1936)